# Arquelao I de Macedonia
Arquelao I (en griego antiguo Άρχέλαος) fue rey de Macedonia de la dinastía argéada entre el año 413 y el 400/399 a. C. Fue hijo de Pérdicas II de Macedonia y de una esclava y subió al trono tras asesinar a los herederos legítimos. No obstante, fomentó el engradecimiento de Macedonia, y se esforzó por helenizar el reino. Fue tan famoso por sus grandes obras como por sus crímenes. Trasladó la capital de Egas a Pella. Según el historiador Tucídides Arquelao hizo más por su reino que todos su predecesores juntos. 

## Reinado
Su reino comenzó en el segundo año de la expedición a Sicilia, campaña que causó el declive del poder ateniense. Desaparecida la amenaza de la ciudad ática, mantuvo relaciones cordiales con ella, que le permitieron incluso reconstruir una parte de su flota vendiéndole madera. En agradecimiento, Atenas le confirió el título de «próxeno y evergetes del pueblo». Este respiro por parte ateniense le permitió intervenir en Tesalia, donde sostuvo a la familia de los Aleuadas, en Larisa). La ayuda ateniense también se materializó en una expedición de ayuda a Arquelao para conquistar la ciudad de Pidna.
Fue un gran restaurador del Estado macedonio y fue reconocido como poseedor de una gran cultura y sostuvo contactos culturales y artísticos con la Grecia meridional. Fijó la nueva capital del reino en Pella y acogió en su corte a numerosos artistas griegos: poetas, músicos, trágicos, como Eurípides (480-406 a. C.) o Agatón de Atenas (h. 448–400 a. C.), y pintores como Zeuxis (464-398 a. C., el pintor más célebre de su tiempo. 
Organizó un festival religioso con concursos musicales y deportivos, en honor de Zeus y las musas, en Díon, ciudad de Pieria y uno de los centros religiosos más importantes del reino. Los mejores atletas y artistas de Grecia fueron a Macedonia para participar en este acontecimiento. Arquelao compitió y ganó en las carreras de carros en los Juegos Olímpicos y en los Juegos Píticos.
Arquelao I desarrolló el comercio con la creación de caminos, que resultaron importantes para los movimientos de fuerzas militares. Favoreció el auge de la moneda. Reforzó el ejército, en particular la caballería y la infantería hoplita y construyó numerosas fortalezas:

Estos macedonios, no estando en condiciones de defenderse ante el ataque de un gran ejército, se refugiaron en los lugares protegidos y en las plazas fuertes que había en el país. Y estas entonces no eran muchas, sino que más tarde, cuando fue rey Arquelao, el hijo de Perdicas, mandó construir las que ahora se encuentran en el país a la vez que abrió caminos rectos y, entre otras cosas, organizó sus fuerzas para la guerra con mayor número de caballos, armas y recursos que el que tuvieron juntos los otros ocho reyes que lo habían precedido (Tucídides, II, 100, 1-2).

## Muerte y sucesión
Arquelao I fue asesinado, víctima de un complot, durante una partida de caza, aunque nunca ha podido ser demostrado.
Según Claudio Eliano (h. 175-235, historiador y orador romano en Varia Historia, 8.9, la razón sería que Arquelao había prometido la mano de una de una de sus hijas y cuando renunció a su promesa el futuro marido despechado le habría asesinado. 
A su muerte siguió un largo periodo de problemas iniciando una etapa oscura en la historia de Macedonia hasta la subida al trono de Filipo II. No se conoce el nombre de su (o sus) esposa(s), pero tuvo seis hijos, Orestes (399-398 a. C.), posiblemente Argeo II , que llegaron a ser reyes; y tal vez Pausanias, que intentó obtener el trono en el 368 a. C. y después enfrentado a Filipo II por el trono en el 359 a. C., y dos hijas. La primera se casó con Irros de Iliria y la segunda con un tal Derdas de Elimia.